# Raymond Kirsch
Raymond Kirsch (Hobscheid, 1 de gener de 1943 - ?, 11 de març de 2013) fou un polític i economista luxemburguès. Va ser el president del Consell d'Estat de Luxemburg, càrrec que va exercir des del 2000 al 2001.
Fou president del consell d'administració de la Borsa de Luxemburg de l'1 de febrer de 2004 al 20 d'abril de 2011. També va ser director General de la Banque et Caisse d'Épargne de l'État.

## Honors
- Gran Oficial de l'Orde de la Corona de Roure (promoció 1988).[4]